# Alfred Söderlund
Alfred Hilmer Söderlund, född 30 december 1884, död 8 april 1971, var en svensk matematiker, geograf och kartograf. Han gifte sig 1917 med Lisa Norlin.
Han gick 1905 maskinyrkesskola i Stockholm, blev 1924 filosofie doktor i geografi vid Stockholms högskola. Han undervisade 1916–1931 i matematik vid Navigationsskolan i Stockholm och från 1932 vid några kommunala mellanskolor i Stockholm. Han var 1920–1952 kartredaktör vid Generalstabens litografiska anstalt. Han ledde 1929–1931 en befolkningsgeografisk undersökning för Storstockholm, var 1934 och 1947–1952 ledamot av Commission pour l'Étude du Peuplement och sedan 1959 ledamot av International Geographical Unions kommitté för internationell befolkningskarta.
Inom Geografiska förbundet bidrog han med humoristisk poesi. Signaturen Alfr-d S-d-rl-nd anspelar på A:lfr-d V:stl-nd, känd från Grönköpings Veckoblad. Alfred Söderlund är begravd på Norra begravningsplatsen utanför Stockholm.